# Varieras variabile
Varieras variabile là một loài bọ cánh cứng trong họ Cerambycidae.